# Austrohelcon inornatus
Austrohelcon inornatus är en stekelart som först beskrevs av Kokujev 1901.  Austrohelcon inornatus ingår i släktet Austrohelcon och familjen bracksteklar. Inga underarter finns listade.